# Giuseppe Felici

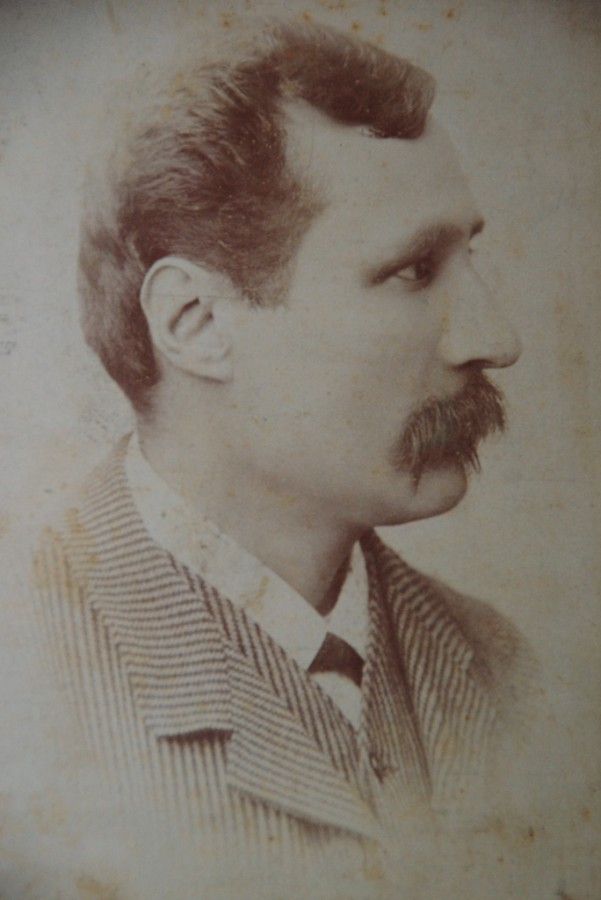
Giuseppe Felici Porträt oder Selbstporträt

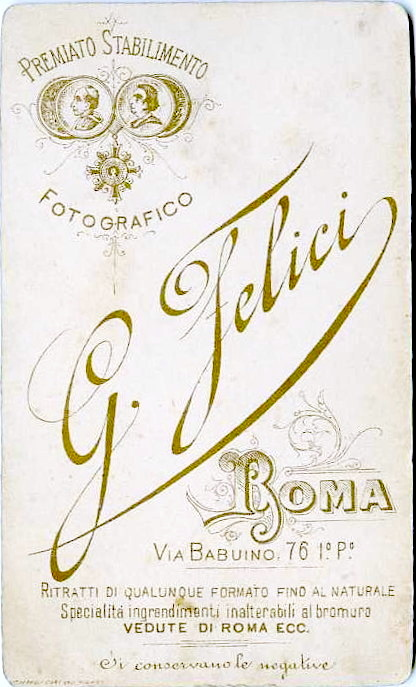
Rückseite einer Fotografie

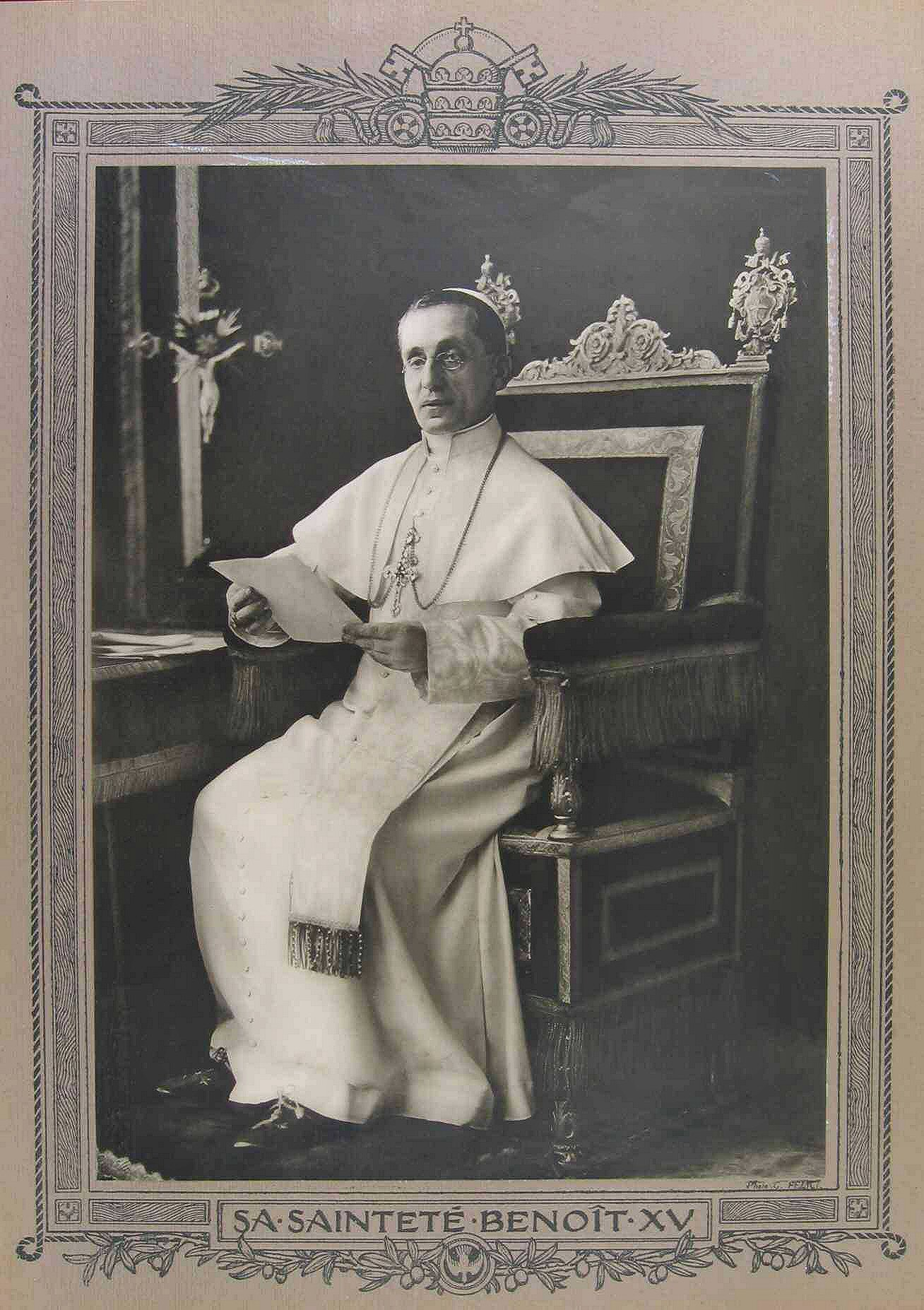
Giuseppe Felici: Papst Benedikt XV.

Giuseppe Felici (geboren 1839 in Cagli; gestorben 12. März 1923 in Rom) war ein italienischer Fotograf.

## Leben
Giuseppe Felici kam als 20-Jähriger nach Rom, um am Conservatorio Santa Cecilia die Geige zu studieren. Er wandte sich stattdessen der neuen Technik der Fotografie zu und fotografierte verschiedene Ansichten Roms, neben den bekannten Monumenten auch in den Vororten. Er gründete 1863 ein Fotografenstudio, die Fotografia Felici, in der Via di Ripetta.
Nachdem er einige päpstliche Zuaven porträtiert hatte, wurde Felici beauftragt, ein fotografisches Porträt von Papst Pius IX. zu erstellen, und er fotografierte fortan für den Vatikan. Bei der Vatikan-Ausstellung 1888 wurde er von Papst Leo XIII. mit einer Goldmedaille geehrt. 1901 erhielt er den Titel „Fotograf des Papstes“.
Die Firma Felici in der Via Cola di Rienzo blieb auch in den nächsten vier Generationen der offizielle Fotograf des Vatikans.